# Asbestopluma pennatula
Asbestopluma pennatula är en svampdjursart som först beskrevs av Schmidt 1875.  Asbestopluma pennatula ingår i släktet Asbestopluma och familjen Cladorhizidae.
Artens utbredningsområde är Norge. Arten är reproducerande i Sverige. Inga underarter finns listade i Catalogue of Life.